# Cigarettes After Sex
Cigarettes After Sex – amerykański zespół dreampopowy założony w El Paso w Teksasie w 2008 roku przez Grega Gonzaleza. Grupa słynie z eterycznego, krzykliwego i często sennego stylu muzycznego, tekstów opartych na motywach romansu i miłości, a także charakterystycznego głosu Gonzaleza, który określany jest jako „androgyniczny”. Choć reklamowany jako zespół ambient pop, Cigarettes After Sex są klasyfikowani również do nurtów shoegaze, slowcore oraz indie rock.
Debiutancka EP-ka zespołu, pod tytułem „I.”, została wydana w 2012 roku, a utwór „Nothing's Gonna Hurt You Baby” stał się ostatecznie przebojem dzięki licencji komercyjnej. Po wydaniu samodzielnego singla „Affection” w 2015 roku, w czerwcu 2017 roku zespół wydał swój debiutancki album studyjny, o tym samym tytule co nazwa grupy, który spotkał się z pozytywnymi recenzjami. Drugi studyjny album zespołu, Cry, ukazał się 25 października 2019 roku.

## Historia
Cigarettes After Sex powstało w El Paso w Teksasie w 2008 roku. Gonzalez nagrał pierwszą EP-kę, pod tytułem „I.”, na czteropiętrowej klatce schodowej swojej uczelni, University of Texas w El Paso, nazywając to doświadczenie „w zasadzie przypadkiem; czymś w rodzaju eksperymentu”.
Gonzalez przeniósł się następnie do Brooklynu w Nowym Jorku, gdzie w 2015 roku nagrano i wydano singiel „Affection” wraz z coverem utworu „Keep On Loving You” zespołu REO Speedwagon.
Dzięki rekomendacjom muzycznym Cigarettes After Sex stali się popularni na YouTube, co utorowało im drogę do występów na żywo w Europie, Azji i Stanach Zjednoczonych. 9 czerwca 2017 roku zespół wydał swój debiutancki album studyjny, o tej samej nazwie co grupa.
W sierpniu 2019 roku grupa zapowiedziała swój drugi album studyjny, zatytułowany Cry, wraz z singlem „Heavenly”. Album ukazał się 25 października 2019 roku.

## Styl muzyczny i wpływy
W magazynie Vice Christina Cacouris opisała Cigarettes After Sex jako „żywiołowe, mgliste i romantyczne, ale z nutą noir pod androgynicznym głosem Gonzaleza” oraz „słodkie i sentymentalne”. „Jak sugeruje nazwa zespołu, przypomina on leżenie w łóżku, ale jego ambientowe właściwości nie przeszkadzają w tym, że jest to muzyka, do której można tańczyć”.
Gonzalez wskazuje Françoise Hardy jako swoją ulubioną piosenkarkę, a Milesa Davisa jako muzyka, który wywarł na niego największy wpływ. W wywiadzie dla Sound of Boston zauważył również, że filmy takie jak L'Avventura, czy The Double Life of Veronique miały wpływ na emocje i brzmienie muzyki z „Affection” i ich LP. Muzycy wymieniają także album The Trinity Session zespołu The Cowboy Junkies, Julee Cruise oraz Cocteau Twins jako swoje inspiracje. Blog muzyczny Eardrums Music opisuje zespół jako „powolny, rozmarzony i piękny ze wspaniałym, delikatnym wokalem i bardzo dobrymi tekstami”, porównując go do Mazzy Star. Blogerzy muzyczni występujący pod pseudonimem Swell Tone opisują Cigarettes After Sex jako zespół produkujący „melancholijny, powolny pop, który słodko rozbuja każdego słuchacza w apatycznym otępieniu”.
Recenzując singiel „Affection” dla portalu Independent Music News, Jae Pyl konkluduje, że „w brzmieniu Cigarettes After Sex jest taka intymność, że nie da się nie wpuścić go do swojej duszy”.

## Członkowie
Od momentu powstania w 2008 roku grupa składała się z wielu różnych członków i współpracowników kierowanych przez Grega Gonzaleza:

### Obecni członkowie
- Greg Gonzalez – założyciel, wokal, gitara elektryczna, gitara akustyczna
- Randall Miller – bas
- Jacob Tomsky – perkusja

### Byli członkowie
- Phillip Tubbs – instrumenty klawiszowe, gitara elektryczna
- Greg Leah – perkusja
- Steve Herrada – instrumenty klawiszowe
- Emily Davis – gitara akustyczna
- Josh Marcus – klawisze
- Charles Bhatta – gitara elektryczna

## Dyskografia

### Albumy studyjne
| Tytuł                                                                                         | Szczegóły                                                    | Najwyższa pozycja na liście przebojów | Najwyższa pozycja na liście przebojów | Najwyższa pozycja na liście przebojów | Najwyższa pozycja na liście przebojów | Najwyższa pozycja na liście przebojów | Najwyższa pozycja na liście przebojów | Najwyższa pozycja na liście przebojów | Najwyższa pozycja na liście przebojów | Najwyższa pozycja na liście przebojów | Najwyższa pozycja na liście przebojów | Certyfikat                                    |
| Tytuł                                                                                         | Szczegóły                                                    | US                                    | AUS                                   | AUT                                   | BEL                                   | FRA                                   | GER                                   | NLD                                   | POR                                   | SWI                                   | UK                                    | Certyfikat                                    |
| --------------------------------------------------------------------------------------------- | ------------------------------------------------------------ | ------------------------------------- | ------------------------------------- | ------------------------------------- | ------------------------------------- | ------------------------------------- | ------------------------------------- | ------------------------------------- | ------------------------------------- | ------------------------------------- | ------------------------------------- | --------------------------------------------- |
| Cigarettes After Sex                                                                          | Data wydana: 9 czerwca 2017 Wydawca: Partisan Records        | —                                     | 96                                    | 18                                    | 5                                     | 42                                    | 39                                    | 53                                    | 21                                    | 21                                    | 27                                    | - UK: srebrna płyta - POL: 2× platynowa płyta |
| Cry                                                                                           | Data wydania: 25 października 2019 Wydawca: Partisan Records | 152                                   | 61                                    | 26                                    | 8                                     | 27                                    | 29                                    | 37                                    | 1                                     | 19                                    | 36                                    | - POL: złota płyta                            |
| X's                                                                                           | Data wydania: 12 lipca 2024 Wydawca: Partisan Records        |                                       |                                       |                                       |                                       |                                       |                                       |                                       |                                       |                                       |                                       |                                               |
| "—" oznacza nagranie, które nie znalazło się na liście lub nie zostało wydane w tym regionie. |                                                              |                                       |                                       |                                       |                                       |                                       |                                       |                                       |                                       |                                       |                                       |                                               |

### EP-ki
| Tytuł | Szczegóły                                              | Najwyższa pozycja na liście przebojów |
| Tytuł | Szczegóły                                              | UK Sales                              |
| ----- | ------------------------------------------------------ | ------------------------------------- |
| „I.”  | Data wydania: 21 czerwca 2012 Wydawca: self-publishing | 2                                     |

### Single
| „Affection”                                                                                   | 2015 | —  | —  |                                      | Singiel wydany poza albumem |
| „K.”                                                                                          | 2016 | —  | —  |                                      | Cigarettes After Sex        |
| „Apocalypse”                                                                                  | 2017 | 85 | 87 | RIAA: złota płyta BPI: srebrna płyta | Cigarettes After Sex        |
| „Each Time You Fall in Love”                                                                  | 2017 | —  | —  |                                      | Cigarettes After Sex        |
| „Sweet”                                                                                       | 2017 | —  | —  |                                      | Cigarettes After Sex        |
| „Crush”                                                                                       | 2018 | 86 | —  |                                      | Single wydane poza albumem  |
| „Neon Moon”                                                                                   | 2018 | —  | —  |                                      | Single wydane poza albumem  |
| „Heavenly”                                                                                    | 2019 | 64 | 57 |                                      | Cry                         |
| „Falling in Love”                                                                             | 2019 | —  | —  |                                      | Cry                         |
| „You're All I Want”                                                                           | 2020 | —  | —  |                                      | Singiel wydany poza albumem |
| "—" oznacza nagranie, które nie znalazło się na liście lub nie zostało wydane w tym regionie. |      |    |    |                                      |                             |

### Dema
- „Cigarettes After Sex (Romans 13:9)” (2011)